# 山口県立萩美術館・浦上記念館
山口県立萩美術館・浦上記念館（やまぐちけんりつはぎびじゅつかん・うらがみきねんかん）は山口県萩市にある美術館。なお、同施設の建設計画は、県立の文化施設を県内各地にバランスよく配置する意図をもって、下関市の山口県国際総合センター（海峡メッセ下関）と岩国市のシンフォニア岩国の建設と一体をなすものとして、推し進められた。

## 概要
浮世絵・東洋陶磁・陶芸の3つのジャンルを専門とする美術館。萩市出身の実業家浦上敏朗が、66歳の折に収集した浮世絵・東洋陶磁など、総数2280点を山口県に寄贈したことを契機に、1996年（平成8年）10月14日に開館した。2010年（平成22年）には、400年の歴史を有する萩焼をはじめとする陶芸の振興を目的に、新たに陶芸館を増築・開館した。
中国山東省との友好関係を基軸に中国考古、文物関係の展覧会や共同研究を行うことが特徴である。このような長期間での考古、文物関係を中心とした展覧会事業は日本のみならず中国においても滅多に見られず、貴重なものである。
2008年（平成20年）に日本の陶磁専門公立博物館で構成される組織「陶磁ネットワーク会議」に加盟した。
2009年（平成21年）に発行された、日本の観光地を案内する旅行ガイドブック「ミシュラン・グリーンガイド」では2つ星の観光施設として掲載され、改訂第2版（2011年（平成23年）5月13日発行）においても2つ星を獲得した。
2011年（平成23年）度より山口県立美術館（山口市）と一括して指定管理者制度を導入。シンフォニア岩国の運営管理で実績のあるサントリーパブリシティサービス株式会社（サントリーホールディングスの子会社）により管理されている。

## 施設
- 本館展示室1
- 本館展示室2
- 本館展示室3
- 本館展示室4
- 本館展示室5
- 本館展示室6
- 特選鑑賞室 - 浮世絵
- 茶室
- 喫茶
- アートレファレンスコーナー
- ミュージアムショップ
- 講座室
- 陶芸館展示室7 - 陶芸
- 陶芸館展示室8 - 陶芸
- 多目的室
- 映像スペース
- 駐車場（50台）

## 建築
本館
- 設計・監理 - 丹下健三/丹下都市建築設計
- 工期 - 1994年（平成6年）10月21日 ～ 1996年（平成8年）3月27日
- 開館 - 1996年（平成8年）10月14日
- 構造 - 鉄骨鉄筋コンクリート造、地下1階地上2階
- 敷地面積 - 11,747.45平方メートル
- 建築面積 - 3,194.1平方メートル
- 延床面積 - 5,177.79平方メートル

陶芸館
- 設計・監理 - 金子信建築事務所
- 工期 - 2008年（平成20年）10月14日 ～ 2010年（平成22年）3月23日
- 開館 - 2010年（平成22年）9月11日
- 構造 - 鉄筋コンクリート及び鉄骨鉄筋コンクリート一部鉄骨造、地下1階地上2階
- 敷地面積 - 2,514.97平方メートル
- 建築面積 - 1,450.13平方メートル
- 延床面積 - 2,417.94平方メートル

## 利用情報
- 開館時間 - 9:00～17:00（入館は16:30まで）
- 休館日 - 月曜日、年末年始、展示替え期間

## 交通アクセス
- 萩バスセンターより徒歩15分 (1 km) 。
- 山陰本線玉江駅より徒歩25分 (1.7 km) 。
- 山陰本線萩駅より萩循環まぁーるバス（西回りコース）萩美術館前・萩地方合同庁舎前バス停下車徒歩1分。
- 山陰本線東萩駅より萩循環まぁーるバス（東回りコース）萩美術館前（浦上記念館前）バス停下車徒歩1分。

## 主な所蔵品
- 葛飾北斎「風流無くてなヽくせ　遠眼鏡」- 落款：可候画　大判錦絵　享和期頃
- 喜多川歌麿「難波屋おきた」- 落款：哥麿筆　大判錦絵　寛政5年(1793年)頃
- 東洲斎写楽「三世瀬川菊之丞の田辺文蔵妻おしづ」- 落款：東洲齋寫樂画　大判錦絵　寛政6年(1794年)
- 藍三彩　宝相華文　三足盤 - 唐時代(8世紀)　径：29.2 cm
- 青花　月兎文　栗鼠耳角扁壺 - 朝鮮時代(18世紀)　高さ：16.4 cm
- 萩割高台茶碗 - 江戸時代初期(17世紀前半)　高さ：9.2 cm、口径：14.9 cm